# 최지룡
최지룡(1970년 - )은 대한민국의 작가이자 평론가, 만화가이다. 홈페이지와 각종 인터넷에 시사, 사회 풍자 만화들을 연재하고 있다.
작품들을 통해서 볼 때, 최지룡은 일반적으로 반공주의 우파의 성향을 가진 것으로 여겨진다. <주마등>, <반달> 등의 작품에서 북한의 공산주의자를 늑대로 묘사하거나 급진적인 좌파나 기독교인을 비만형의 외모로 묘사하는 최지룡은 등장 인물들의 성격적인 결함을 추한 외모로 과장하여 강렬한 인상을 남긴다.
한때 그의 홈페이지인 지룡하우스 닷컴을 개설하였으나, 2008년 반대 성향 네티즌들의 테러를 당하고 폐쇄되기도 했다. 2008년 이후 한동안 작품활동을 중단했다. 그러나 3년 만에 복귀, 2011년 초 록 밴드 파렴치악단의 EP 쟈켓을 그렸다. 2011년 하반기에는 새 작품을 작업 중이라고 한다.

## 약력
1990년대에 인터넷 만화가로 데뷔하였으며 인터넷에는 그의 홈페이지인 지룡하우스를 개설하였다. 작품으로는 주로 한국의 운동권, 시민운동가, 북한의 공산주의자, 페미니스트, 기독교 목사와 열혈 기독교 신자 급진적인 좌파 등을 늑대로 묘사하거나 괴물, 비만형의 외모로 묘사하고, 그들의 위선이나 성격적인 결함을 추한 외모로 과장하여 강렬한 인상을 주기도 했다. 그러나 지룡하우스 홈페이지는 2008년에 일부 네티즌들의 테러를 받고 홈페이지가 중단되기도 했다.
특히 김대중, 김영삼, 노무현 전대통령을 부정적인 인물로 묘사하여, 팬들에게 갈채를, 안티에게서는 비난을 받기도 하였다. 또한 김대중, 김영삼을 풍자한 만화, 일부 여성운동가와 중산층 여성들의 허영심과 탐욕을 그린 만화들은 심한 비판을 받기도 했다. 폭력 장면이 사실적으로 묘사되고 구타와 싸움, 성교와 고문을 에두르지 않고 사실적으로 묘사하는 등 표현이 적나라한 것도 특징이다. 디시인사이드는 2006년 11월 득햏의 길에서 최지룡을 소개했다.
2008년 일부 네티즌들에 의해 지룡하우스 홈페이지가 반대 성향의 네티즌들에 의해 사이버테러를 당한 뒤 한동안 작품을 중단했다가 2011년에 복귀하였다. 같은 보수 성향의 작가 윤서인 또는 좌파 진영의 강풀, 굽시니스트 등과 비견된다.

## 정치관
최지룡 본인은 자신을 반공주의자로 자처하고 있다.  그가 성장한 세대는 반공주의자가 되는 것이 자연스러운 것이긴 했지만, 어떻게 반공주의 활동가까지  되었는가를 다음을 통해 밝히고 있다. "10여년쯤 전에 KBS에서 평북 선천 지방 출신 조경철 박사가 평양을 방문해서 자신의 동생과 상봉하는 걸 보여준 다큐멘터리가 있었습니다. 동생도 만나고, 자신이 예전에 다니던 학교도 보고 하는 일정이었습니다.
그런데 동생 좀 잠깐 만나게 해주는 걸 가지고도 북한 당국자들이 위압적인 태도로 나오는 걸 봤습니다. 북한에 있는 동생이 사상교육을 지독하게 받았는지 알아서 기더군요. 그러다가도 헤어질 때는 눈물이 펑펑 쏟아질 수밖에 없잖아요? 그런데 그 옆에 있는 북한의 공산당원이라는 놈은 왜 우냐고 그 동생분에게 윽박을 지르고 있었습니다.
북한 공산당에게 있어 ‘민족’과 ‘형제’는 자신들에게 돈이 될 때만 해당되는 개념이라는 걸 깨달았습니다. 이런 인간들과 무슨 통일과 화해가 가능할 지에 대해 심각한 회의가 생겼습니다. 같은 맥락에서, 이런 정치세력을 추종하는 남한 내 좌익세력에 대해서도 똑같은 혐오감을 가지게 된 것입니다."
일본에 대한 시각과 관련하여 좌파진영의 극단적인 반일과 내로남불/이중성을 조롱하는 작품을 여럿 남기고 있으며, 반공주의에 입각한 한미일동맹의 연장선에서의 지일을 작품속에 보이고 있다.

## 대표작

### 행복한 사람
1999년 작품. 정치적으로 강한 권력을 가진 슈퍼마켓 주인의 이야기를 다룬다. 전직 정부 각료 출신으로, 도덕적인 생활을 가장한 대통령이 뒤에서 미소년들을 상대로 추한 짓을 한 것을 우연한 기회에 사진으로 촬영한 뒤 이것으로 대통령을 위협한다는 내용이다. 자신의 구역 근처에 새로 가게를 낸 슈퍼 주인을 괴롭혀서 쫓아낸다는 내용이다. 여기의 이 전직 각료 출신 슈퍼마켓 주인(이름이 나오지 않으며, "나으리"로만 불리나 다른 작품에서는 'Dr.발렌티노', '고영수'라는 이름으로 나온다.)은 극히 권모술수에 능한 인물로 다양한 이름과 직업으로 최지룡의 여러 만화에 등장한다.

### 여로
실직한 어느 가장이 자신의 아들을 데리고 한국 사회를 여행하면서 현재 한국사회에 나타나는 온갖 부조리를 척결한다는 내용이다. 첫 회는 탐욕과 이기심에 찌든 전처를 응징하는 내용이고 2화에서는 의술을 영리 목적으로 악용하며 몰래 간호사와 간통하는 의사가 등장한다. 5화와 6화에서는 한국에 이사온 이주 노동자들을 무시하고 괴롭하면서 우월감을 느끼는 비열한 공장 노동자들의 행동을 사실적으로 묘사하였다.

### 축생도
2003년에서 2004년 사이에 연재되었으며, 2005년과 2006년에 각각 한 편씩 외전이 발표되었다. 비리 경찰관 베르하르트가 부패한 사회에서 병약한 아들과 함께 살아가는 이야기를 그린다.
축생도 줄거리는 적국에 무기 밀반출, 게릴라 등장, 적국에 협조한 게릴라를 패망후 처형하는 스토리를 담고 있어서 남베트남(월남) 패망을 풍자하면서 동시에 "민족끼리"를 외치는 한국의 NL 주사파를 비판했다는 설이 있다. 작품에서 베트남 특유의 삿갓을 쓰고 도망가는 피난민도 그 증거를 뒷받침한다.
작품에서 나오는 "남동항구"는 남베트남의 수도이자 항구도시였던 베트남 동남부 지역의 사이공(현 호치민)시를 묘사하고 있다.

## 논란
2012년 대통령 선거를 앞두고 홍성담의 작품이 논란이 되었을 때, 그의 작품 역시 일부 네티즌이 선관위에 신고하였으나 혐의없음으로 풀려났다.
좌파사이트 등에서는 그를 일본인으로 의심하는등 좌파진영에서는 그의 작품활동에 큰 반감을 갖고 있다.

## 같이 보기
- 표현의 자유
- 사상의 자유
- 현실주의
- 자유지상주의
- 윤서인
- 강풀
- 선우휘
- 굽시니스트
- 지만원
- 조갑제
- 김동문